# James McDivitt
James (Jim) Alton McDivitt (Chicago, 10 juni 1929 – Tucson (Arizona), 13 oktober 2022) was een Amerikaans ruimtevaarder. Hij groeide op in Kalamazoo en studeerde af bij de Universiteit van Michigan.
McDivitts eerste missie was Gemini 4 en vond plaats op 3 juni 1965. Het was de tweede van tien bemande ruimtevluchten in het kader van het Amerikaanse Geminiprogramma. 
In totaal heeft McDivitt twee ruimtevluchten op zijn naam staan. Hij trainde ook voor Apollo 1 als lid van de reservebemanning. In 1972 verliet hij NASA en ging hij als astronaut met pensioen. 
McDivitt overleed in zijn slaap op 93-jarige leeftijd.